# Izborská pevnost
Izborská pevnost (rusky Изборская крепость) je středověký kreml v ruské obci Izborsk poblíž hranic s Estonskem, asi 30 km od Pskova. Po několik staletí byla důležitým pohraničním opevněním, chránícím západní ruské hranice. Dochované hradby, věže a chrám svatého Mikuláše uvnitř pochází z 14. století.

## Historie

### Izborské hradiště
Izborsk byl založen na přelomu 7. a 8. století na vrcholku nad nevelkým Gorodiščenským jezerem. Původní hradiště, podle Pověsti dávných let založené Rurikovým bratrem Truvorem, bylo nevelké (asi 0,45 ha). V 10. století se město stalo významným centrem řemesel a obchodu. Mezi 11. a 13. stoletím byla místní pevnost postupně přestavěna na kamennou.
V letech 1233 a 1240 dobyli Izborsk Němci, přičemž v roce 1240 jej dobyli přímým útokem již po dvou dnech obléhání. Němečtí rytíři byli vyhnáni až poté, co Alexandr Něvský zvítězil v bitvě na Čudském jezeře roku 1242.

### Nová pevnost
Na počátku 14. století padlo rozhodnutí o vybudování nové a odolnější pevnosti. Ke stavbě bylo také vybráno strategicky výhodnější místo, asi 1,5 km od starého Truvorova hradiště.

Zprvu bylo nové opevnění dřevěné, vyjma Lukovky, kruhové kamenné věže o průměru 9,5 m a výšce 13 m. Nová pevnost však měla problém s vodou. Ten byl vyřešen vyhloubením tajné podzemní chodby, hluboké 16 m a dlouhé 40 m, která vedla k prameni. Ten se nacházel za hradbami, a tak i když se ho pokoušeli izborští dobře ukrýt, již v roce 1341 jej při obléhání objevili livonci. Až později se podařilo zřídit studnu v jedné z věží.

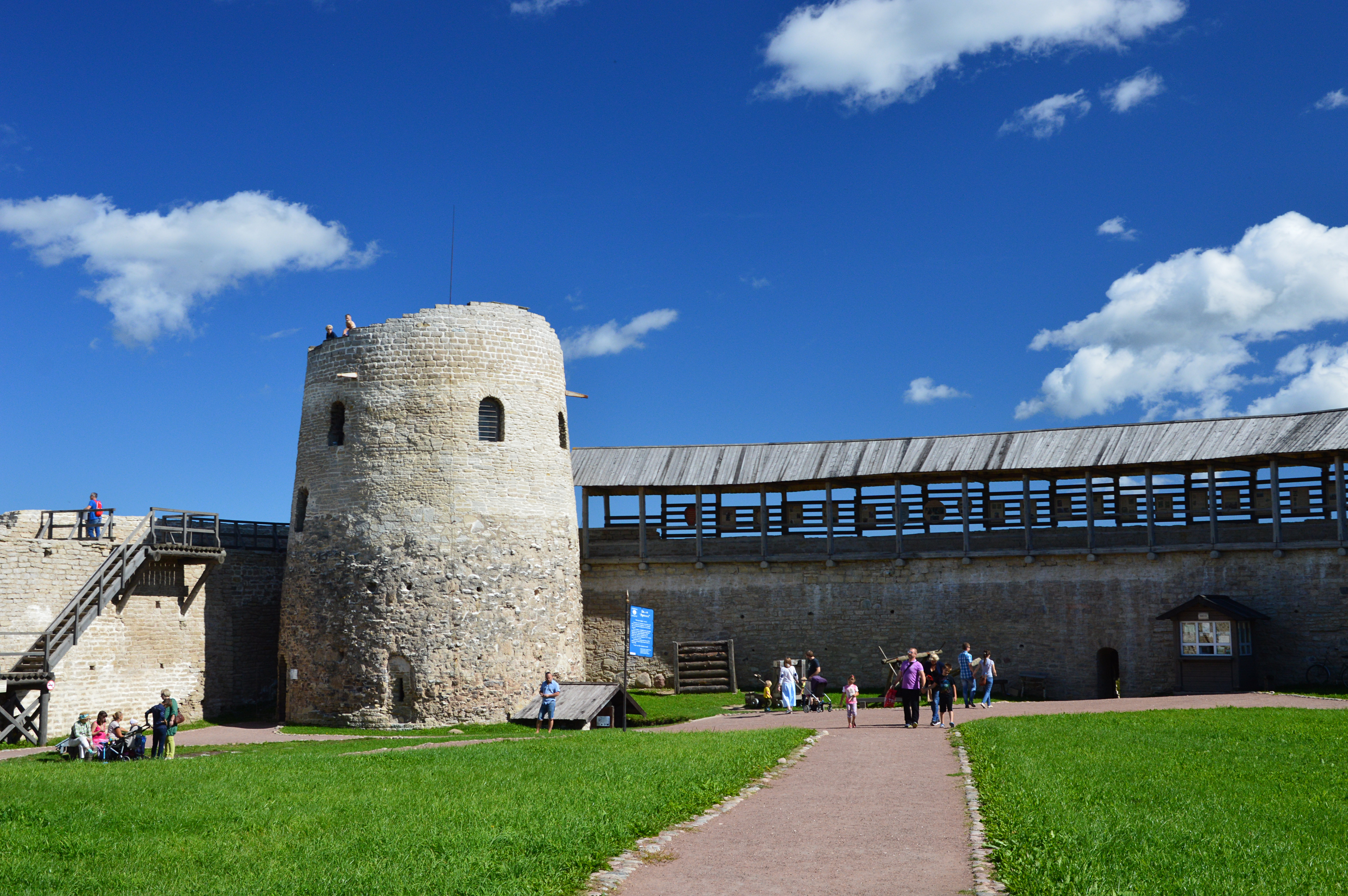
Věž Lukovka, sloužící dnes jako rozhledna

Kamennou pevnost, jak ji známe dnes, dostavěl pskovský starosta Šelgoj v roce 1330. Nejdříve byly z místního vápence zbudovány kamenné hradby silné až 3 m, přičemž nejohroženější část stavitelé zdvojili. Zpočátku ovšem měla pevnost jedinou věž, zmíněnou Lukovku. Podél opevnění vykopali izborští hluboký příkop.
Nová pevnost mohla záhy prokázat své kvality, když ji roku 1342 po 11 dní neúspěšně obléhal Livonský řád. Stejně dopadlo i 18denní obléhání Řádem německých rytířů v roce 1367, kterému nepomohly ani praky beranidla, dopravené sem po jezeře. Neustálé útoky vedly zřejmě k tomu, že na počátku 15. století byly hradby posíleny dalšími kamennými věžemi, určenými především k vedení dělostřelby.
Takto posílená odolala i těm nejprudším útokům dobyvatelů na přelomu 15. a 16. století. Obránci ustáli oba dva útoky Němců v roce 1480, při kterých však shořely všechny dřevěné budovy uvnitř hradeb. Podařilo se odrazit vojska pod vedením Waltera z Plettenbergu v roce 1501 i patnáctitisícové vojsko Livonců o rok později.
Na počátku 16. století Izborsk v souvislosti s rozvojem dělostřelecké techniky opět zpevnili: všechny hradby byly zesíleny, měly tak nově sílu od 2,5 do 3,7 m, na nejvíce exponované straně dokonce 5 m.

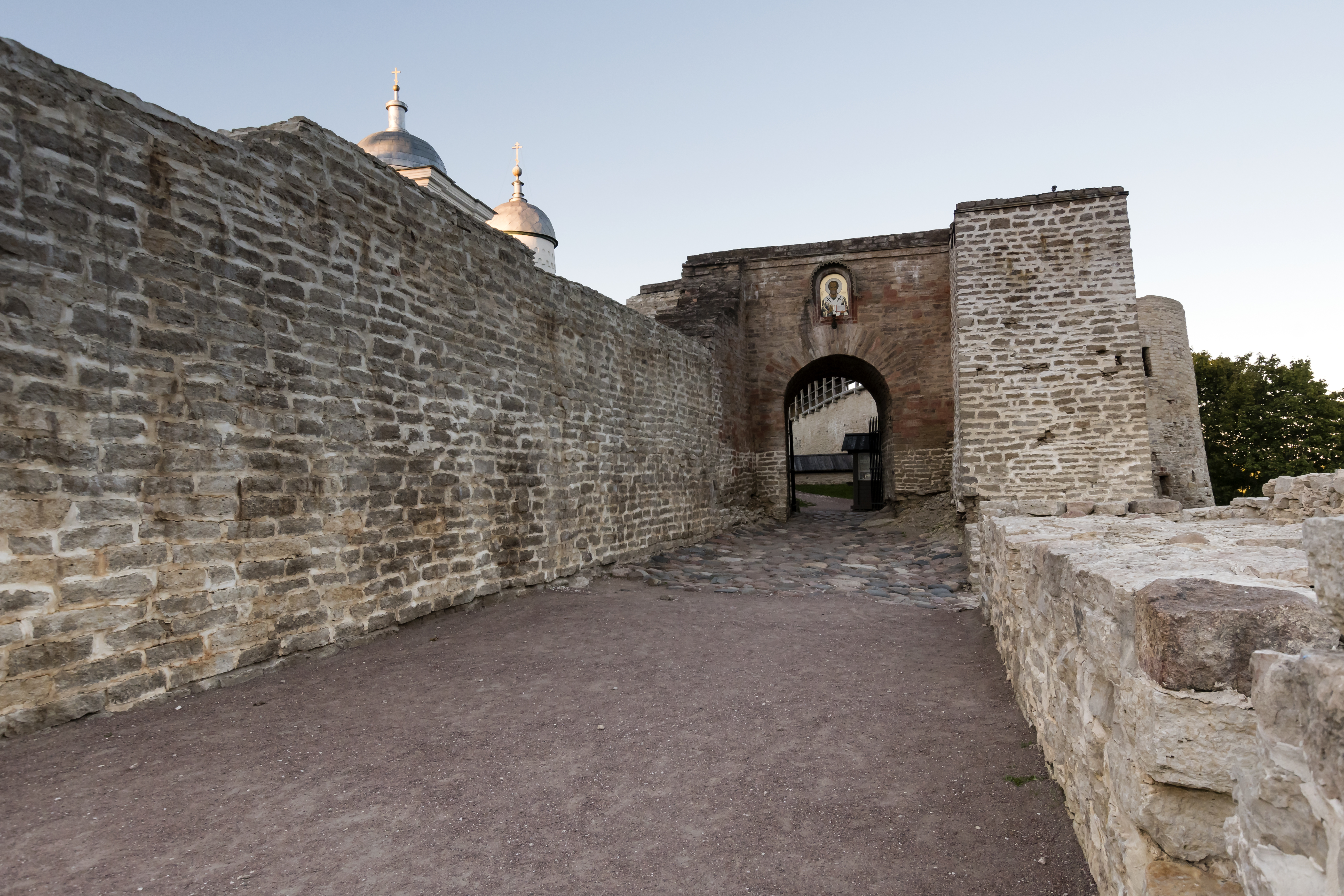
Brána

Dobýt Izborsk se podařilo poprvé Litevcům v roce 1569, a to díky dvou zrádcům, kteří jim v noci otevřeli bránu. Silou pevnost dobyl až polsko-litevský panovník Štěpán Báthory v roce 1581 (o rok později jej ovšem Poláci na základě mírové dohody opět vrátili).

### Pevnost po ztrátě vojenského významu
Když v důsledku severní války na počátku 18. století Rusko znatelně posunulo své hranice na západ, Izborsk přestal být pohraničním městem a Izborská pevnost ztratila význam. Vojenská posádka zde byla zrušena, město začalo upadat a pevnost zpustla (status města ztratil Izborsk roku 1956).
Současnému vysokému stupni zachovalosti vděčí pevnost caru Mikuláši I. Pavloviči, který nařídil roku 1842 opravit hradby pevnosti a přistavět k chrámu svatého Mikuláše novou zvonici.
V roce 1920 byla mezi SSSR a Estonskem podepsána mírová smlouva, na základě které Izborsk připadl Estonsku. To bylo v roce 1940 anektováno Sovětským svazem, mezi lety 1941–1944 byl však Izborsk okupován nacisty. Od roku 1945 je Izborsk součástí Pskovské oblasti. K prvním archeologickým vykopávkám na území pevnosti došlo v letech 1946–1947.
K dalším rozsáhlejším výzkumným a restaurátorským pracím došlo až na počátku 21. století. Zásadní rekonstrukce vypukla roku 2012 u příležitosti výročí 1150 ruské státnosti a také 1150 let od první písemné zmínky o Izborsku. Opravu však doprovázel korupční skandál, kdy byla zakázka za 300 milionů rublů přidělena firmě BaltStroj na základě úplatku ve výši 60 milionů rublů. Navíc byla rekonstrukce provedena nekvalitně a neúplně. Celá kauza se týkala i dalších památek a nepodmíněným trestem vězení bylo v této souvislosti potrestáno několik osob, včetně náměstka ministra kultury RF a ředitele firmy BaltStroj.

## Galerie

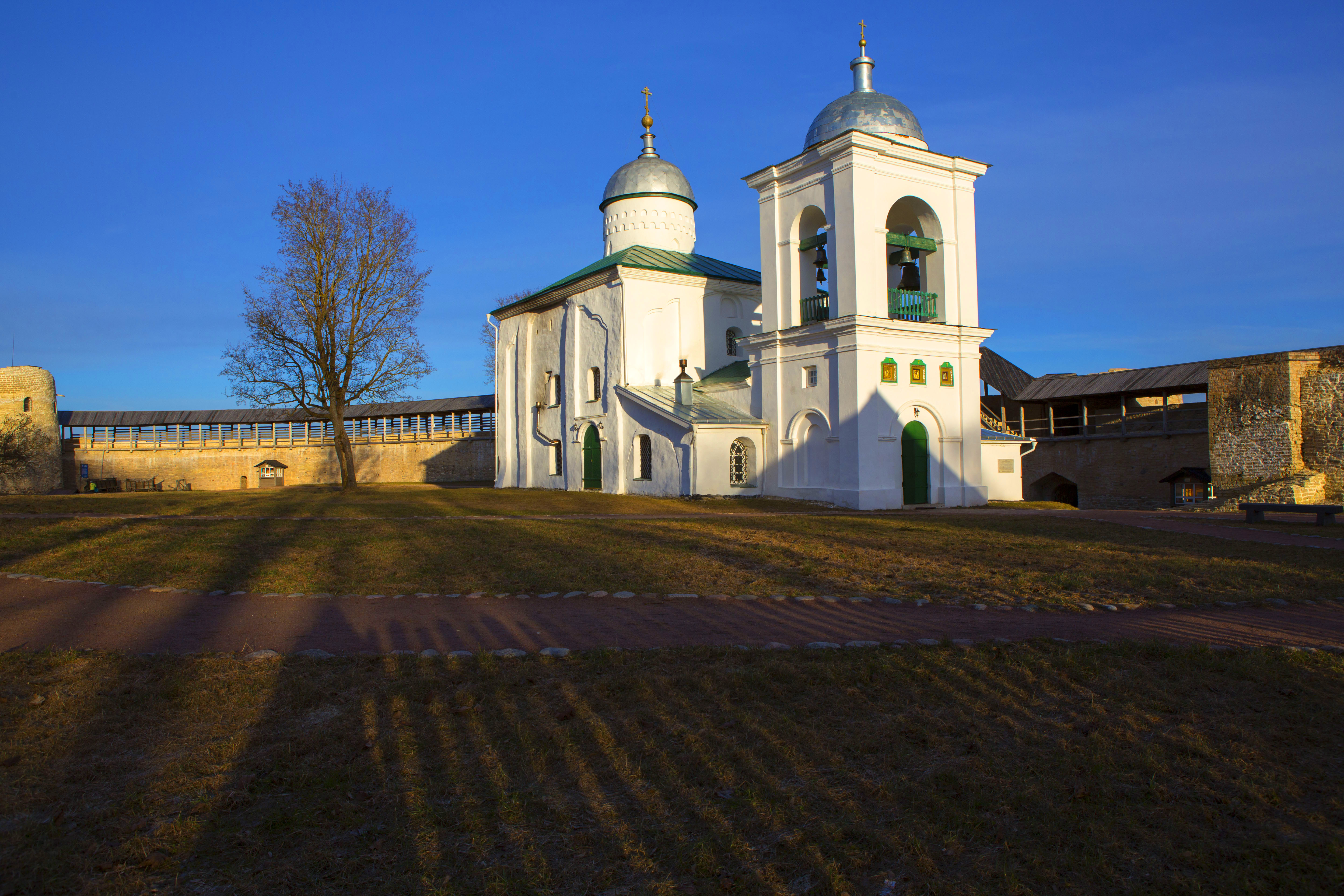
Chrám svatého Mikuláše
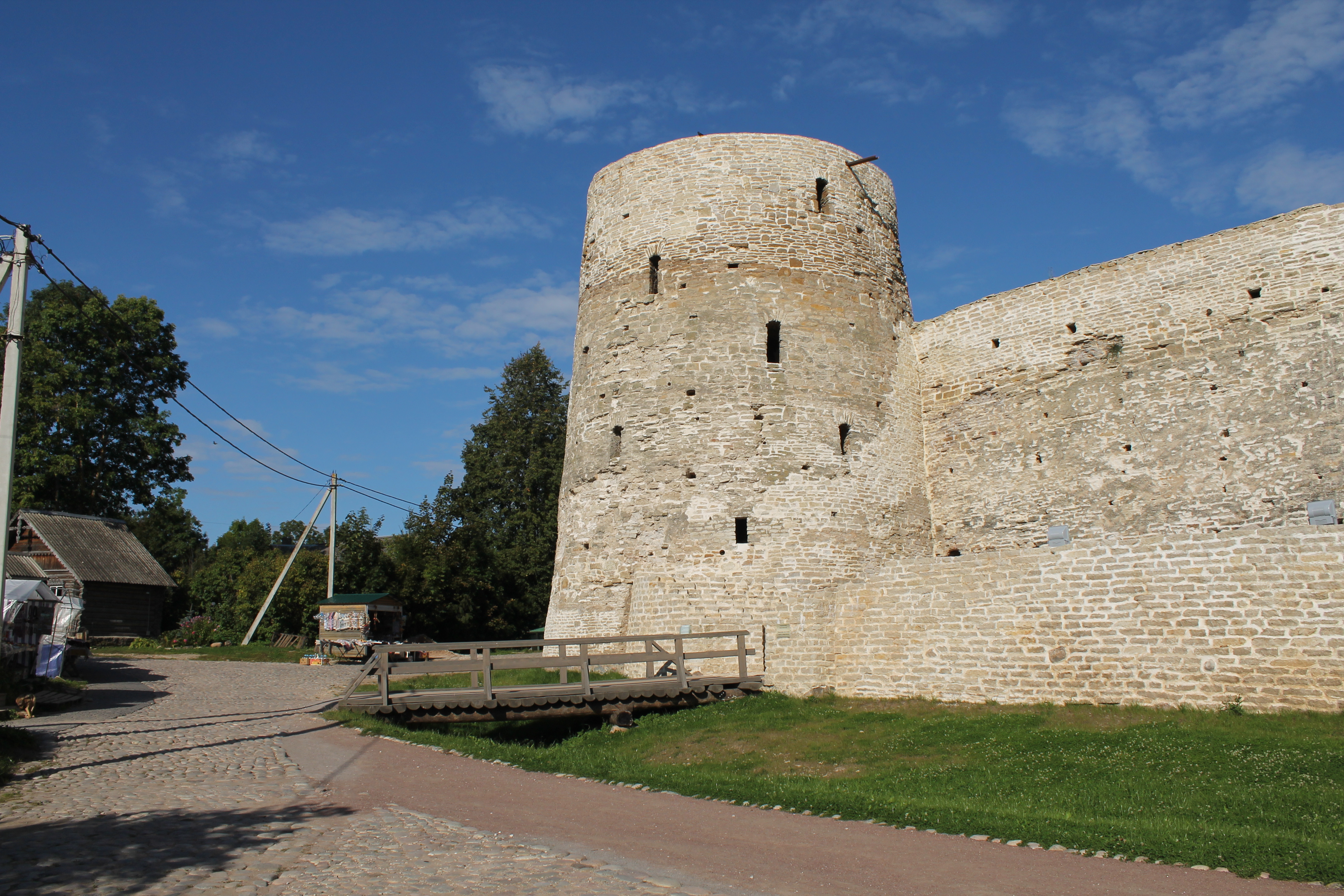
Temná věž
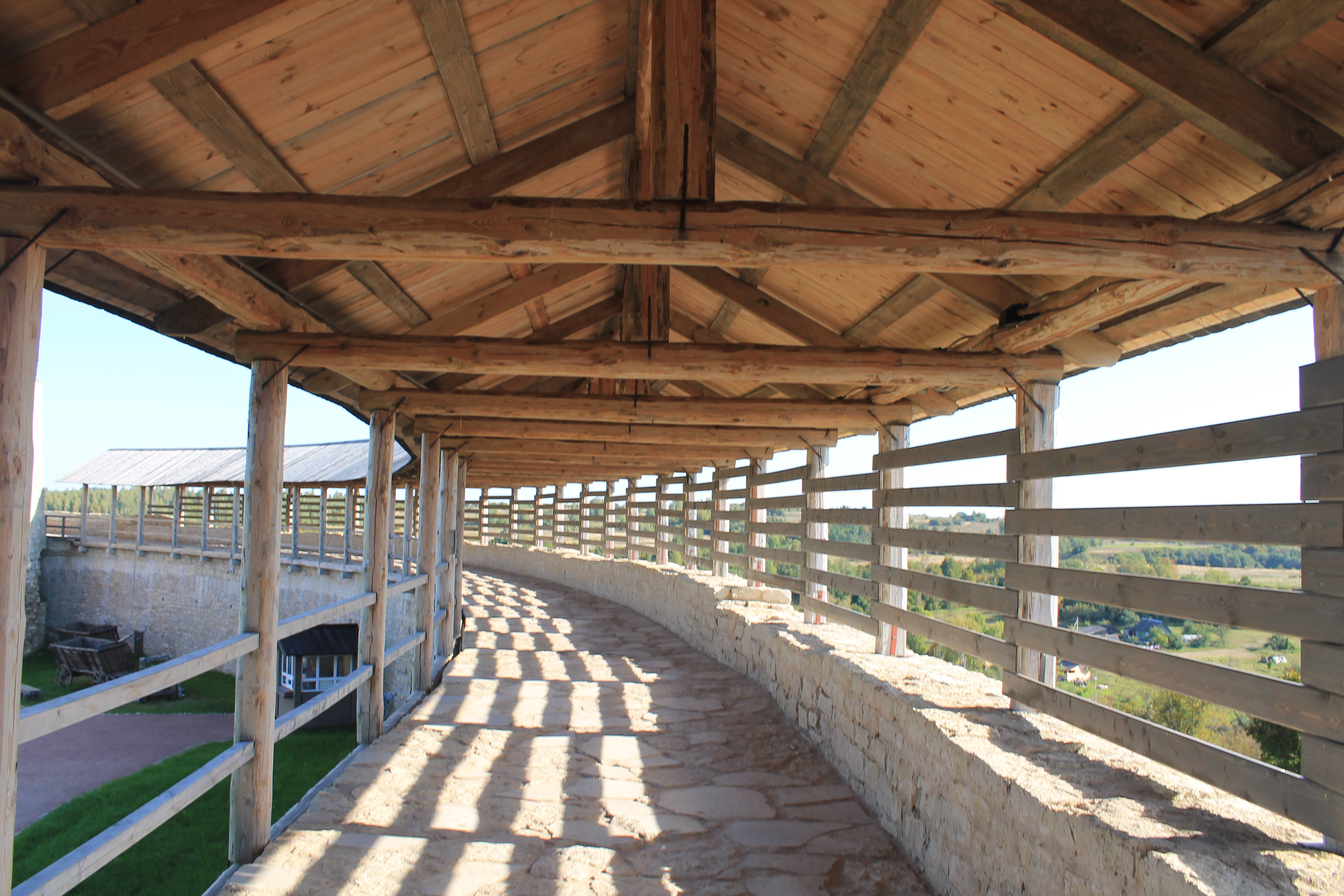
Ochoz
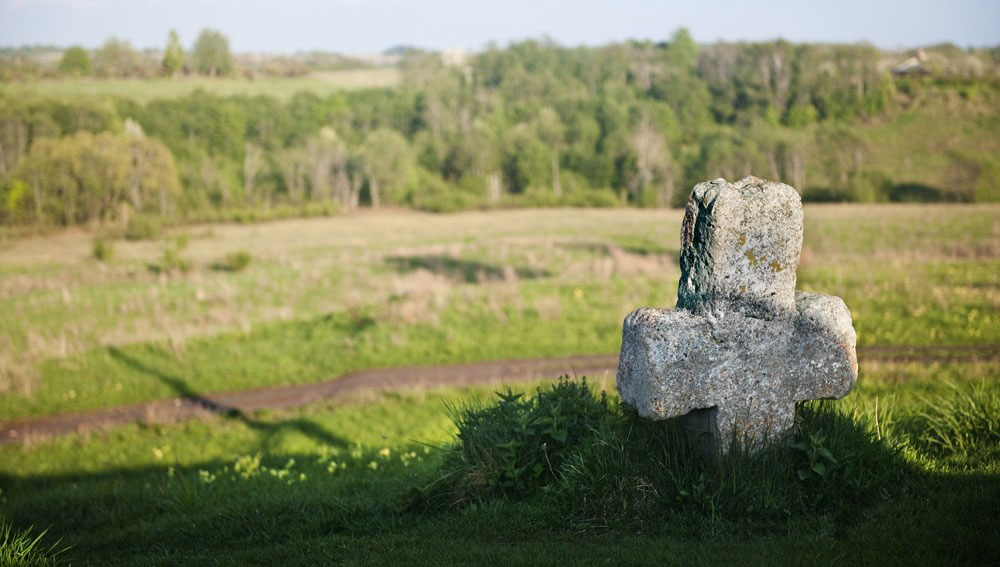
Kříž u hradeb
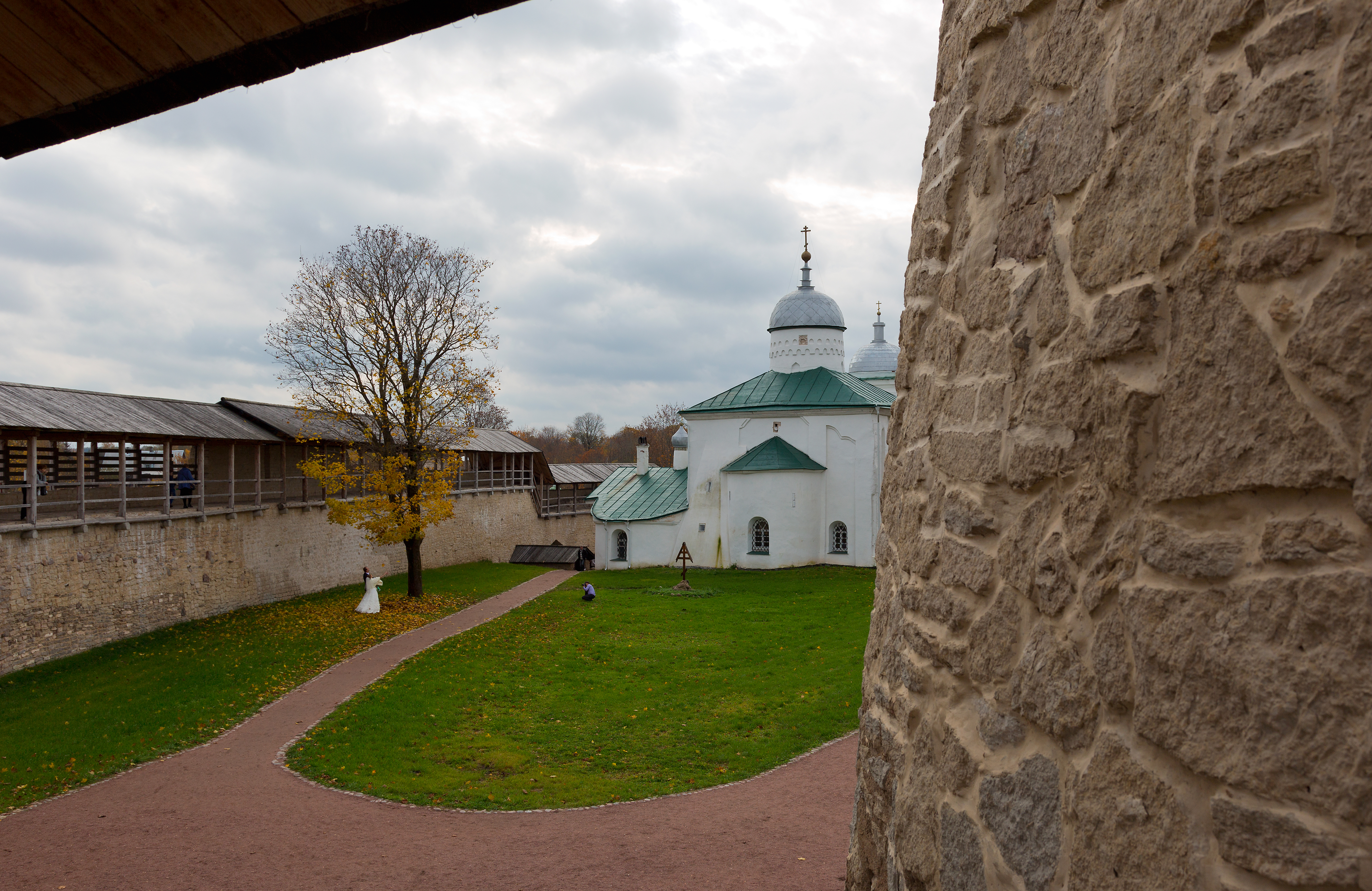
Pohled z ochozu
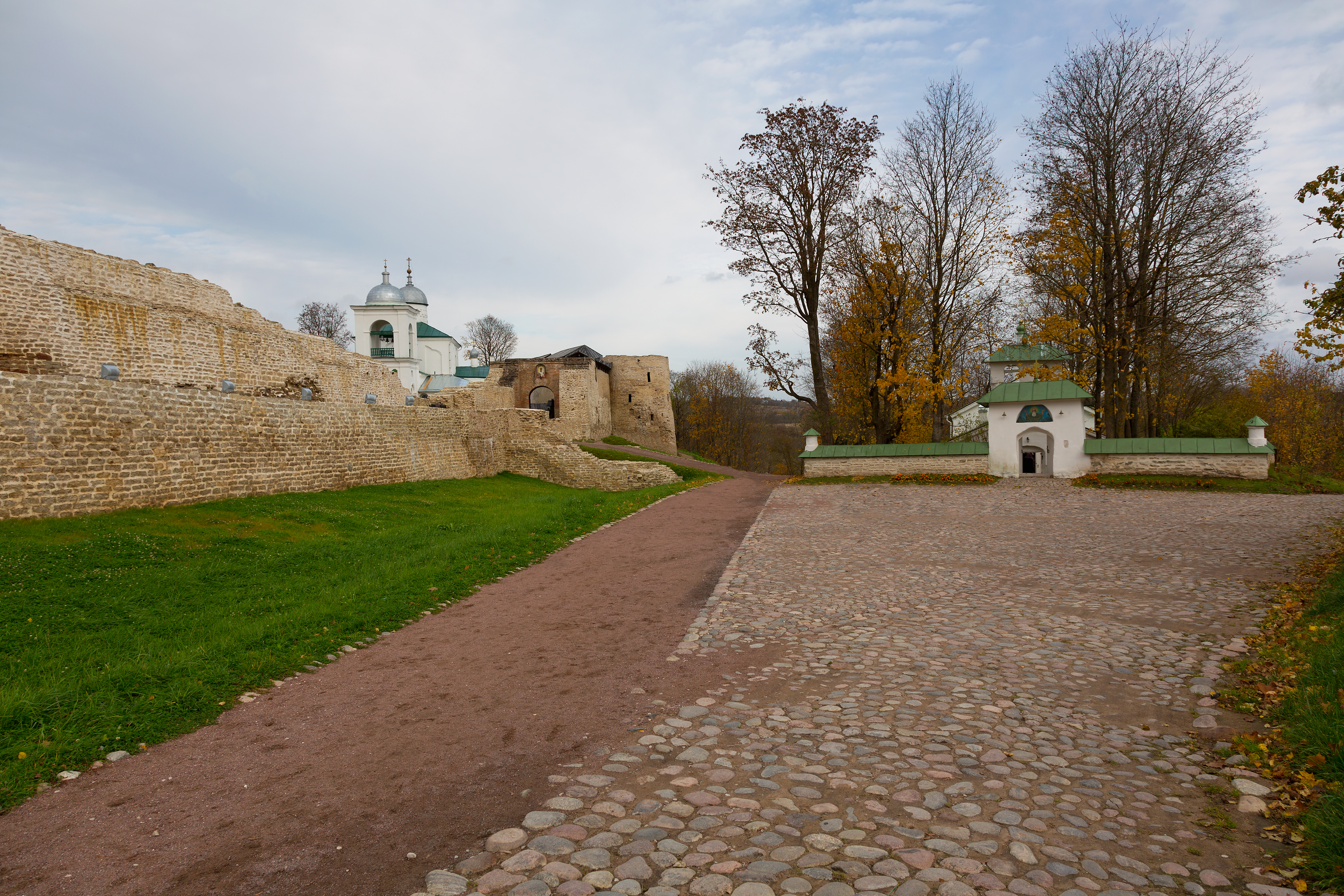
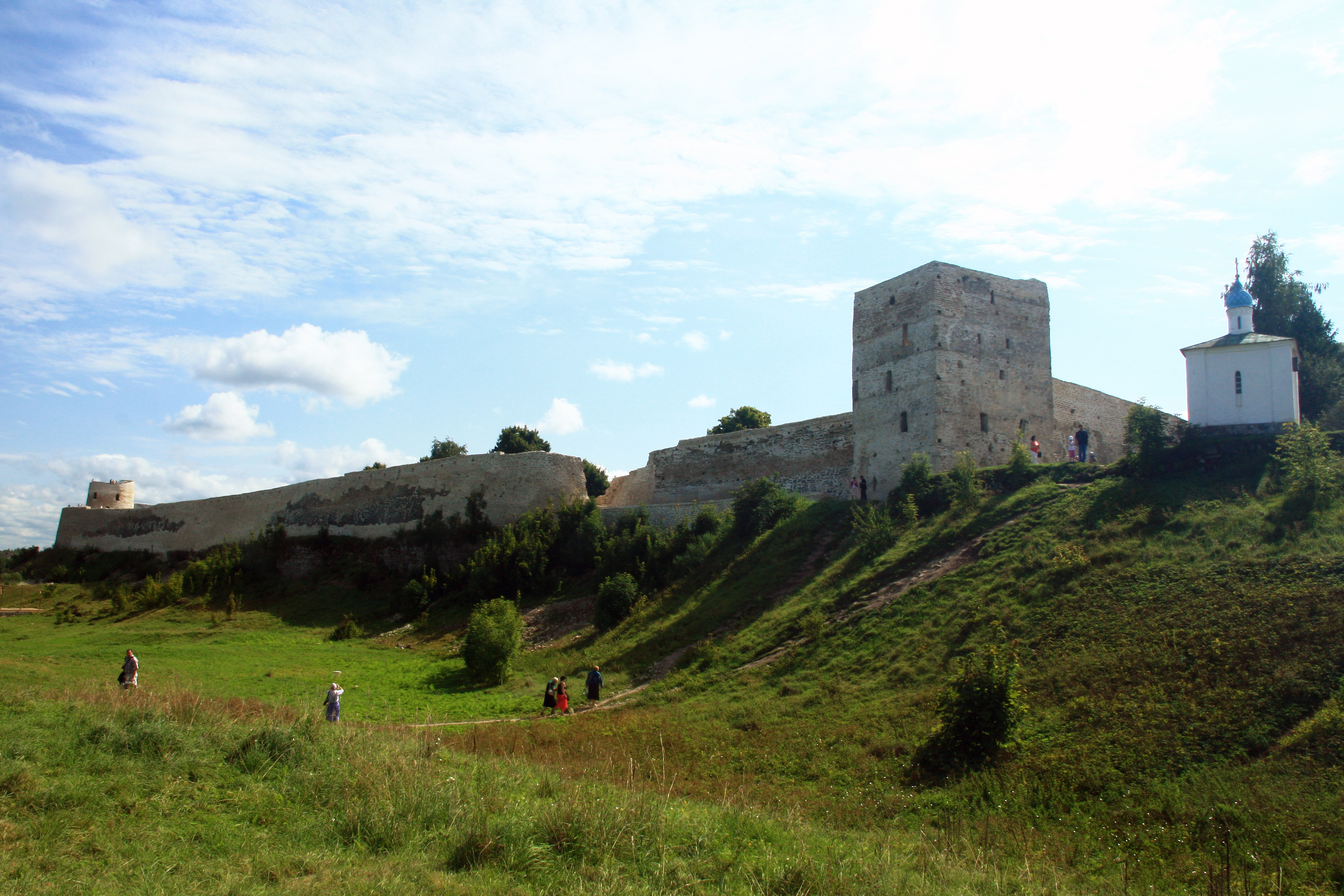